# Albrecht Altdorfer
Albrecht Altdorfer, né vers 1480 à Altdorf (Basse-Bavière) ou à Ratisbonne et mort le 12 février 1538 à Ratisbonne, est un peintre, graveur et architecte allemand de l'époque de la Renaissance, contemporain d'Albrecht Dürer. Il est considéré comme le représentant le plus important de l'école du Danube et fait partie des petits maîtres allemands. Il est notamment l'auteur de La Bataille d'Alexandre.

## Biographie
Il accède en 1505 à la citoyenneté de la ville de Ratisbonne comme « peintre d'Amsberg », du nom d'une localité des environs.
Il devient membre du grand Conseil et maître d'œuvre en 1519, et se consacre à l'aménagement et au renforcement des défenses de sa ville, tout en poursuivant son activité de peintre. Il intègre le Conseil restreint et est nommé architecte de la ville en 1526. Élu bourgmestre en 1528, il refuse cette dernière fonction s'estimant trop accaparé par ses activités artistiques.
On ne sait rien de sa formation. Peut-être s'est-il exercé dans l'atelier du peintre miniaturiste Ulrich Altdorfer — probablement son père – actif à Ratisbonne entre 1478 et 1491. Il travaille pour les églises alentour et participe au côté de Dürer, Cranach, Baldung Grien, Burgkmair et Breu à l'illustration des marges du Livre d'Heures de l'empereur Maximilien, aujourd'hui conservé à la bibliothèque municipale de Besançon
Altdorfer fut l'un des premiers peintres et graveurs européens avec Albrecht Dürer à placer le paysage comme thème autonome au centre de son travail, et à composer ses tableaux selon les principes du Weltlandschaft. Il fait partie, avec Wolf Huber, de l'École du Danube Il est par ailleurs habituellement inclus comme graveur dans le groupe des Kleinmeister, ou Petits maîtres allemands.
La Bataille d'Alexandre, commande du duc Guillaume IV de Bavière aujourd'hui à la Alte Pinakothek de Munich, est considérée comme l'un de ses chefs-d'œuvre. Le prétexte de la victoire d'Alexandre sur Darius illustre une vision du monde radicalement neuve. Les centaines d'acteurs affichent un époustouflant catalogue d'expressions, sur fond de coucher de soleil embrasant un paysage d'eau et d'arbres caractéristiques. Le goût du bon vivant se retrouve dans ses personnages grimaçants.
En 1535, il représenta la ville de Ratisbonne auprès du roi Ferdinand Ier. Artiste de grande réputation, il meurt à Ratisbonne en 1538.

## Œuvres
- Liste d'œuvres d'Albrecht Altdorfer représentant des paysages

Le corpus d'Altdorfer est assez restreint, comprenant une cinquantaine de peintures, une centaine de dessins et environ 250 gravures sur bois.

### Peintures

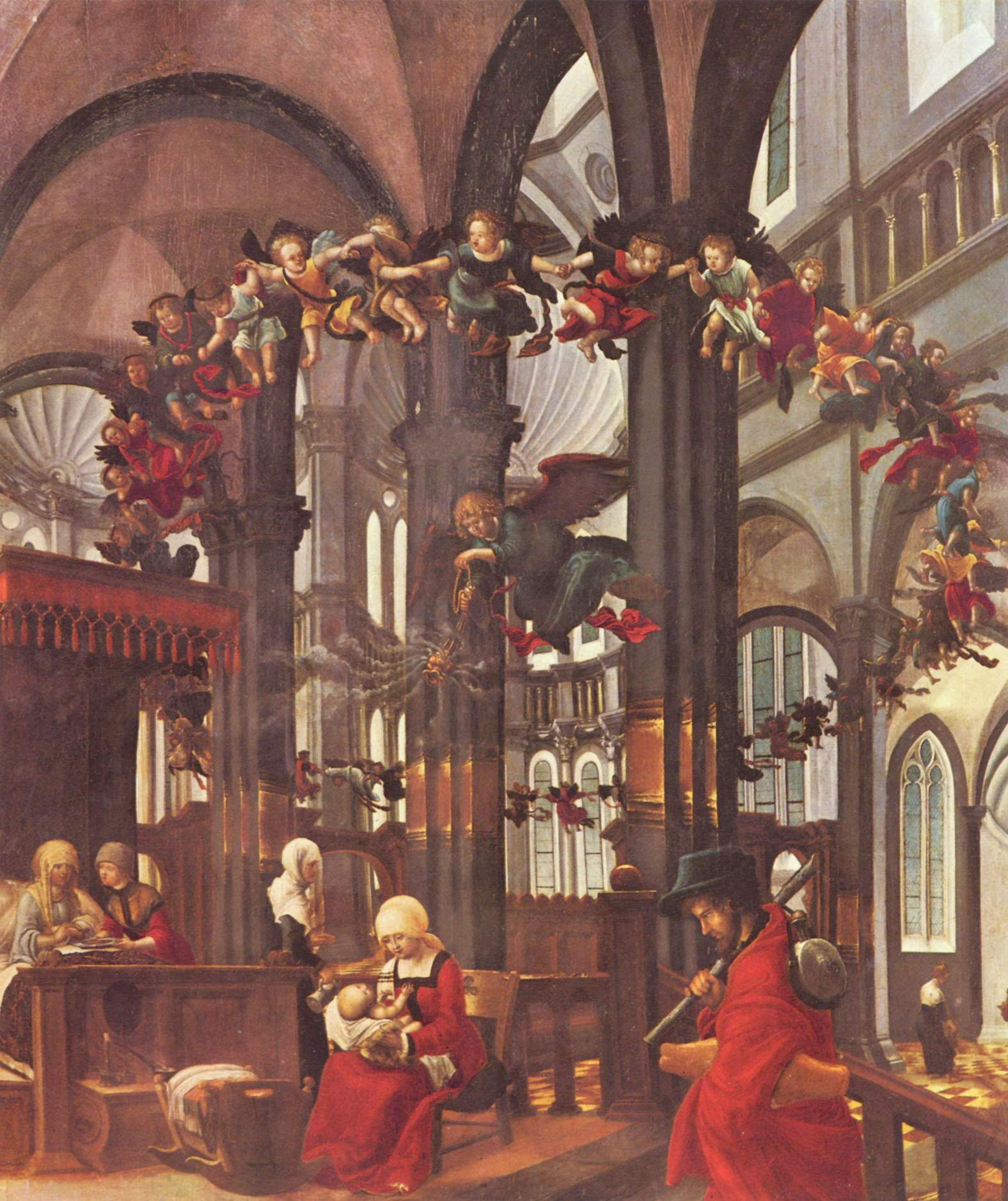
Nativité de la Vierge.

- Les deux saints Jean, 1507, huile sur panneau,133,6 x 173,2 cm, Stadtmuseum, Ratisbonne.
- Saint Jérôme pénitent, 1507, huile sur panneau, 23,5 × 20,4 cm, Gemäldegalerie, Berlin.
- Saint François d'Assise recevant les stigmates, 1507, 20,5 x 23,5 cm, Gemäldegalerie, Berlin.
- Portrait de jeune femme, v. 1522, musée Thyssen-Bornemisza, Madrid.
- Suzanne au bain , 1526, huile sur panneau, 74,8 × 61,2 cm, Alte Pinakothek, Munich.
- Saint Georges et le Dragon en forêt, vers 1510, Alte Pinakothek, Munich.
- Christ en croix, vers 1512, huile sur panneau, 101,5 × 116 cm, Gemäldegalerie Alte Meister, Cassel, inv. GK 10a.
- Procession triomphale, v. 1515, gouache sur parchemin, 44.7 x 88.2 cm, Albertina, Vienne.
- Crucifixion, vers 1526, bois de tilleul, 29 × 21 cm, Gemäldegalerie, Berlin, inv. 638D[5].
- La Victoire de Charlemagne, 1518, huile sur panneau de tilleul, 110,5 × 122 cm, Germanisches Nationalmuseum, Nuremberg
- La Bataille d'Alexandre, v. 1528-1529, huile sur bois, 158,4 × 120,3 cm, Alte Pinakothek, Munich.
- Le Repos pendant la Fuite en Égypte, 1510, bois de tilleul, 37 × 38 cm, Gemäldegalerie, Berlin[5].
- Le Grand Retable de saint Florian, 1509-1518, polyptyque, Passion, Résurrection et Légende de saint Florian :
  - Panneau principal, Abbaye des chanoines de Saint-Augustin, Saint Florian près de Linz.
  - La Résurrection du Christ, prédelle, panneau d'épicéa, 70 × 37 cm, Kunsthistorisches Museum, Vienne[6].
- La Naissance du Christ, vers 1513, bois de tilleul, 37 × 36 cm, Gemäldegalerie, Berlin[5].
- Les Adieux du Christ à Marie, vers 1520, huile sur tilleul, 141 × 111 cm, National Gallery, Londres[7].
- Nativité de la Vierge vers 1520, Alte Pinakothek de Munich
- Série de sept panneaux consacrés à la vie de saint Florian (v. 1520), huile sur bois. Ils se trouvaient à l'origine à l'abbaye de Saint-Florian[8]
  - Saint Florian, en habit de pèlerin, prend congé de ses parents, 81 × 67 cm, musée des Offices, Florence.
  - Saint Florian roué de coups, 81,3 × 66,3 cm, galerie nationale de Prague.
  - Le Martyre de saint Florian, 76 × 67 cm, musée des Offices, Florence.
  - Saint Florian sorti de l'eau, musée national de Nuremberg[2]
- Paysage, vers 1526-1528, huile sur parchemin monté sur bois, 30 × 22 cm, Alte Pinakothek, Munich.
- Le mendiant est sur la traine du courtisan, 1531, bois de tilleul, 26 × 21 cm, Gemäldegalerie, Berlin[5].

Quelques peintures
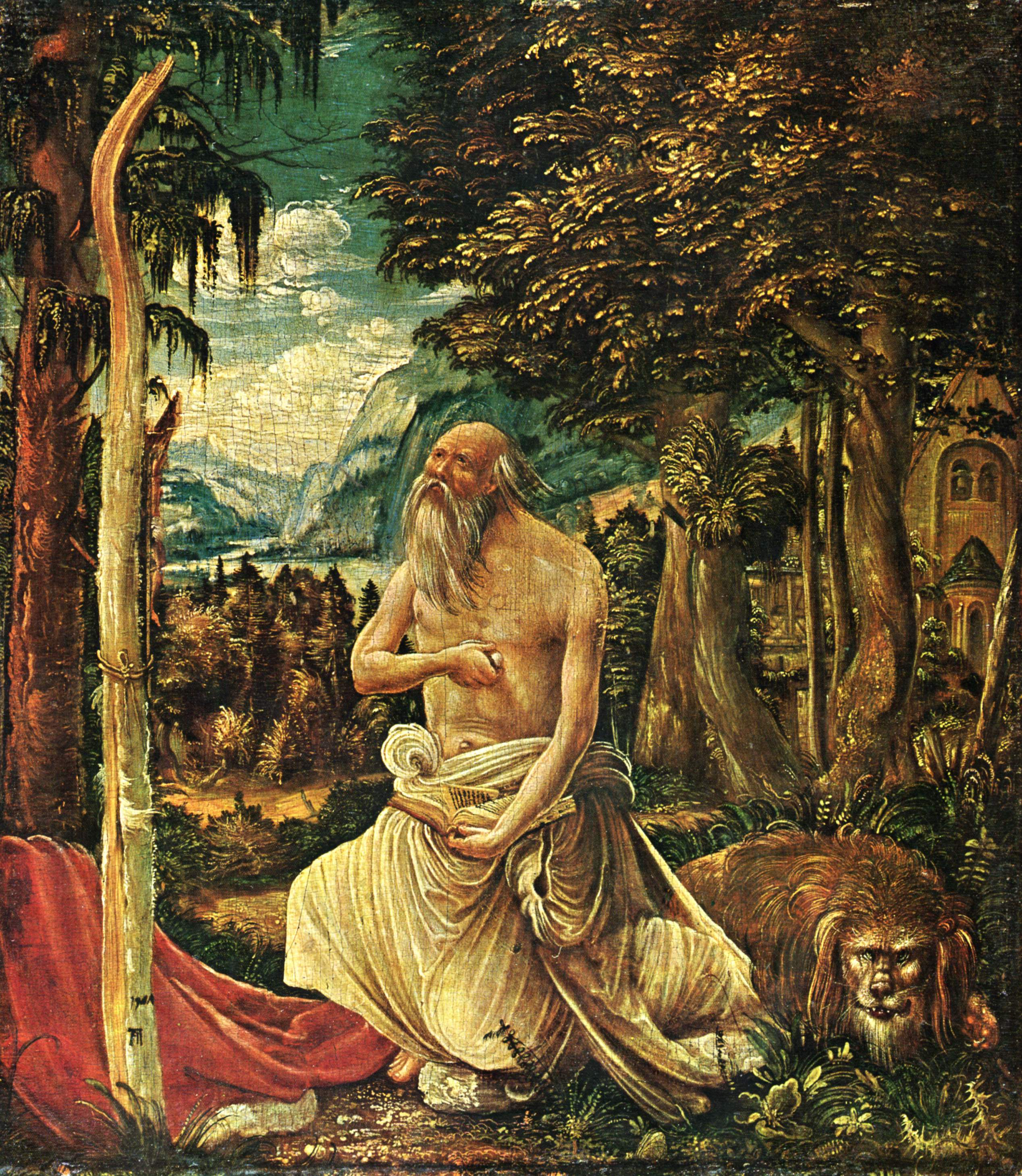
Saint Jérôme pénitent, 1507, Gemäldegalerie, Berlin.
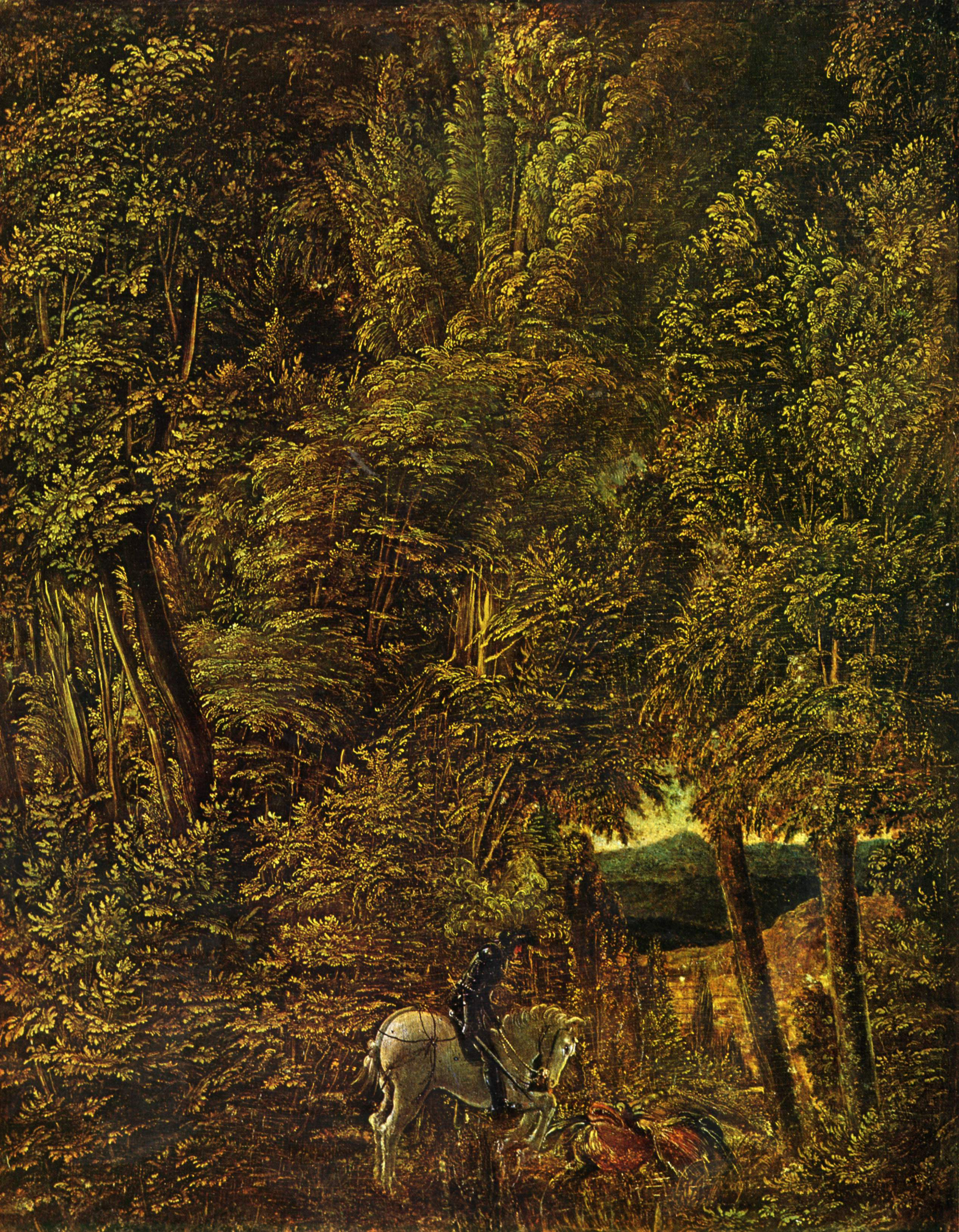
Saint Georges et le Dragon en forêt, 1510, Alte Pinakothek, Munich.
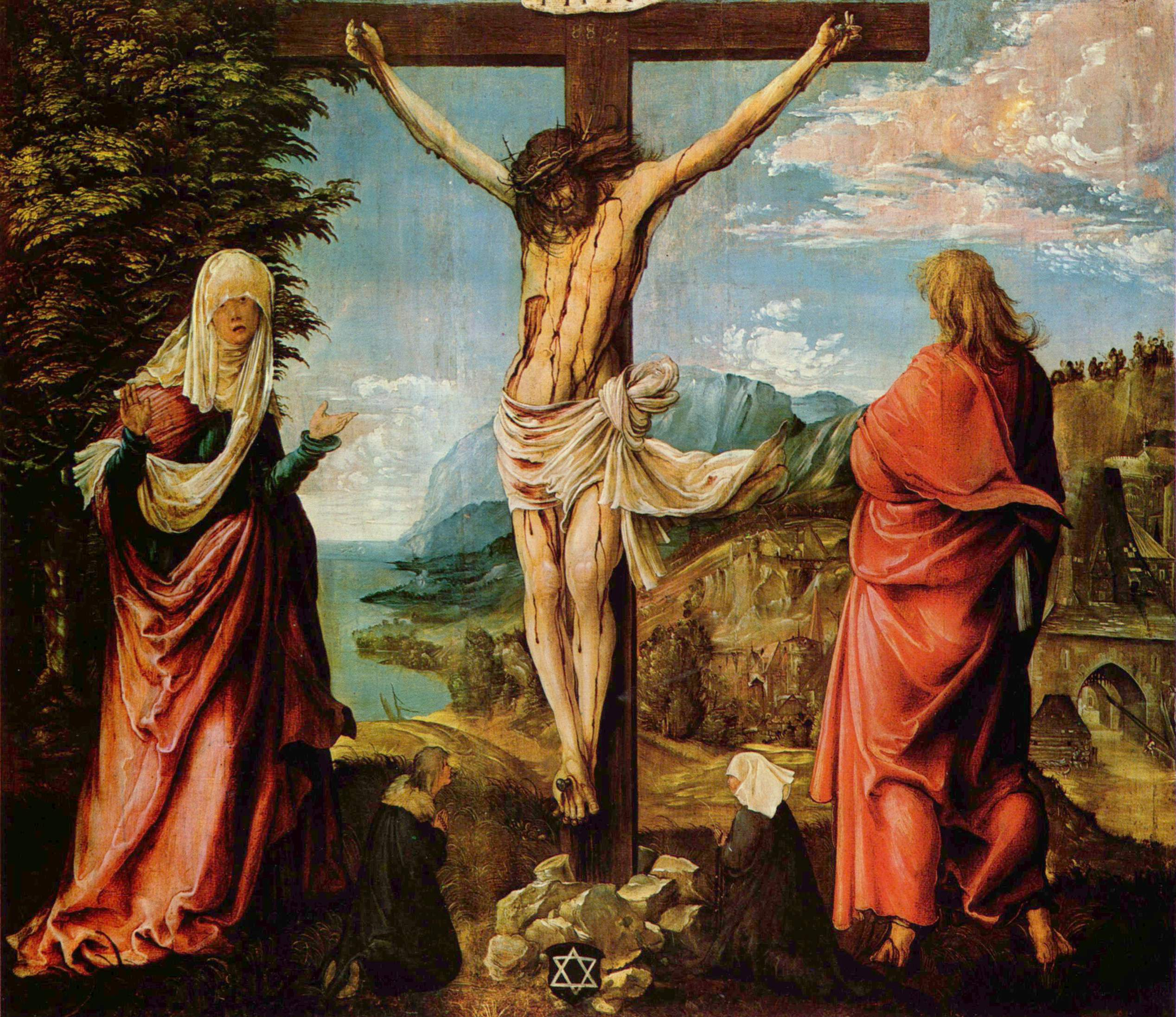
Christ en croix, vers 1512, Gemäldegalerie Alte Meister, Cassel.
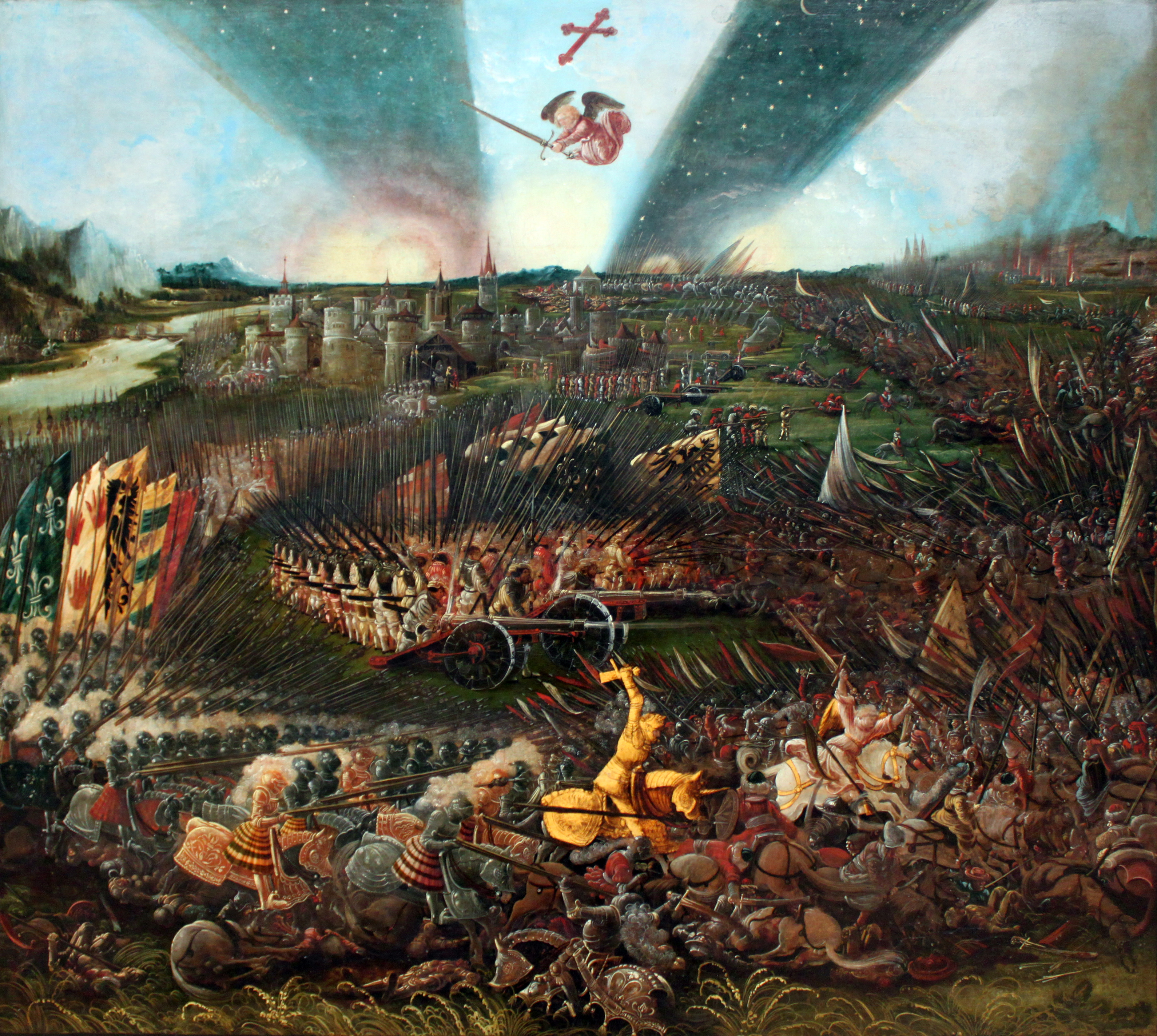
La Victoire de Charlemagne, 1518, Germanisches Nationalmuseum, Nuremberg.
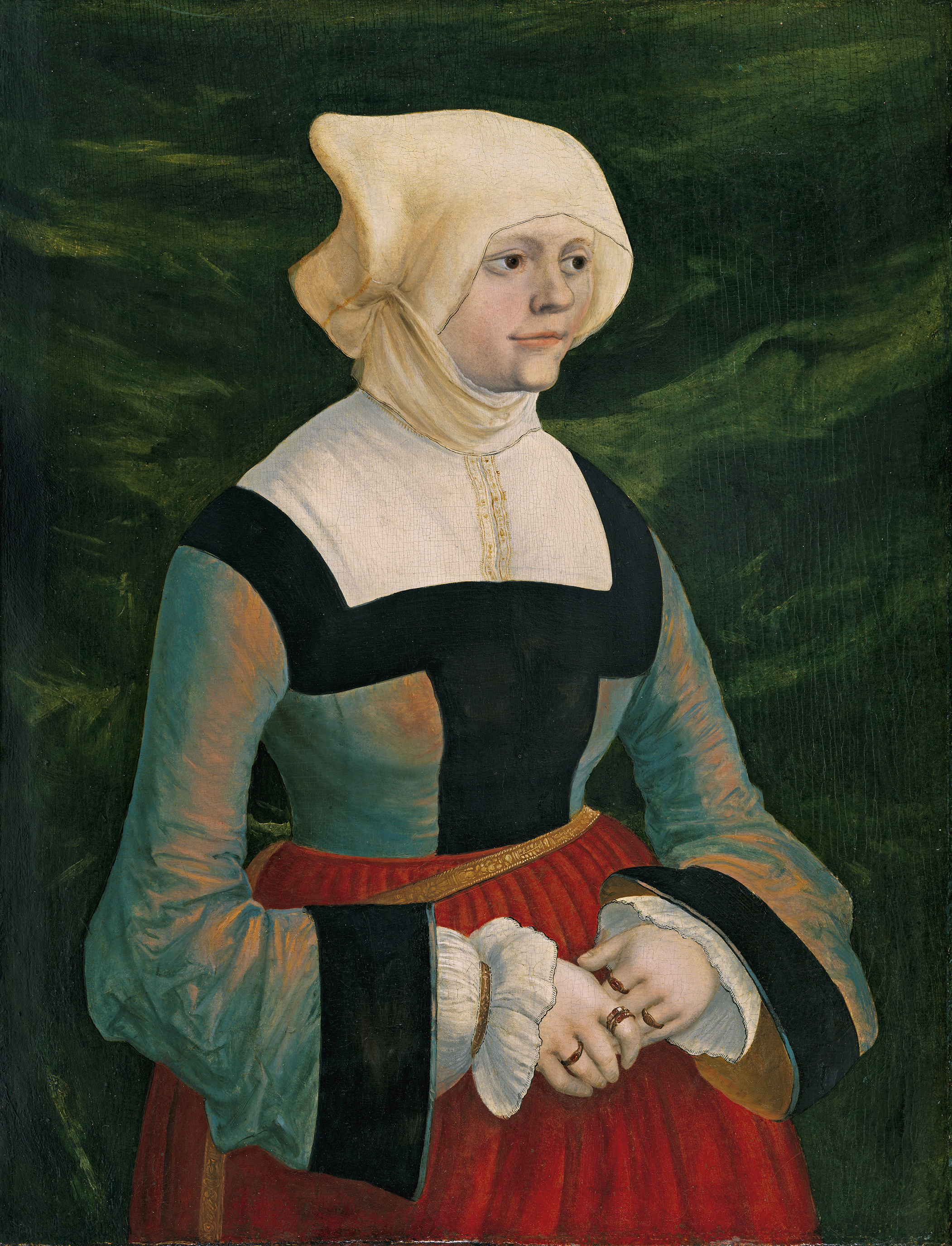
Portrait de jeune femme, v. 1522, musée Thyssen-Bornemisza, Madrid.
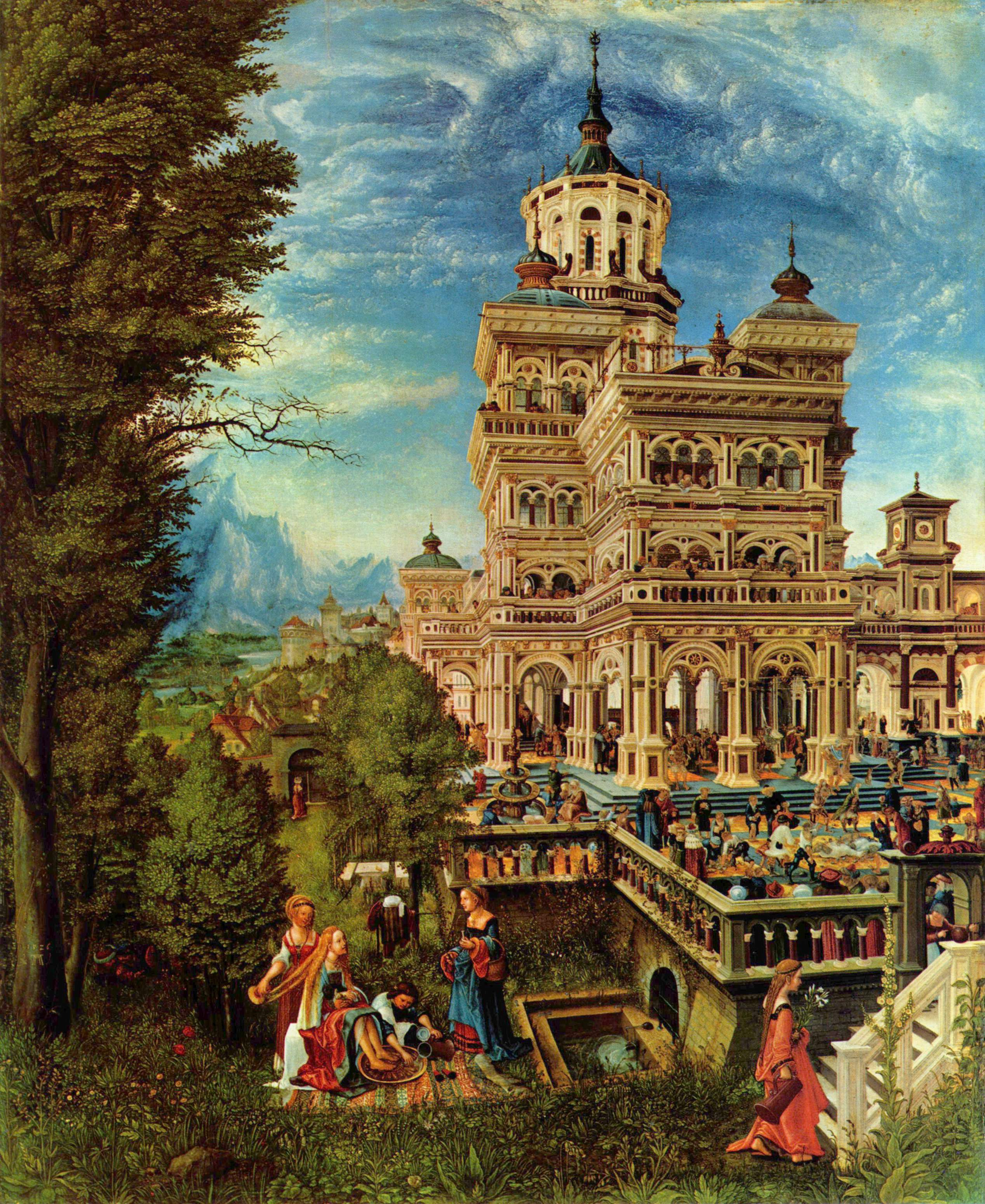
Suzanne au bain, 1526, Alte Pinakothek, Munich.
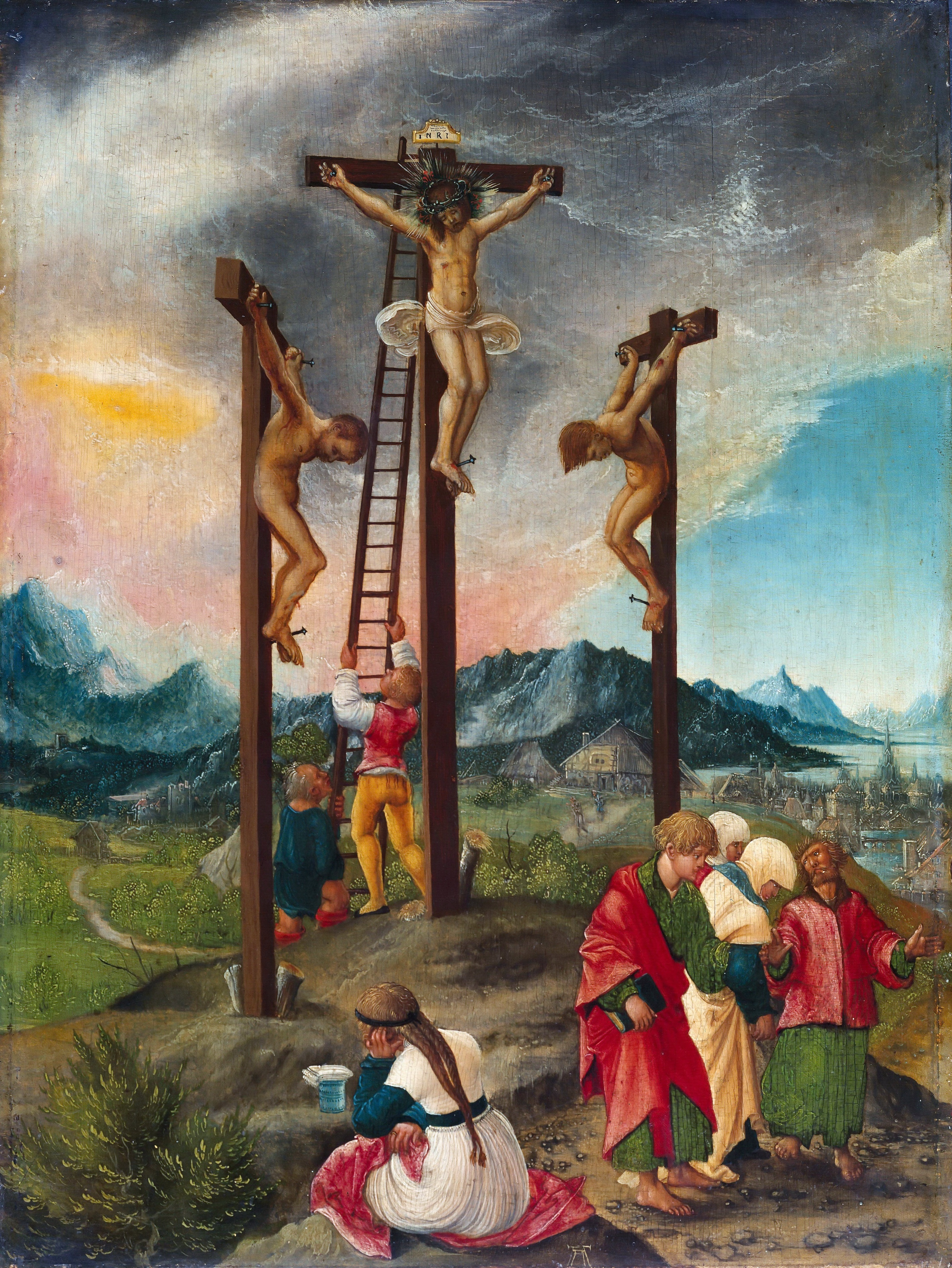
Crucifixion, vers 1526, Gemäldegalerie, Berlin.
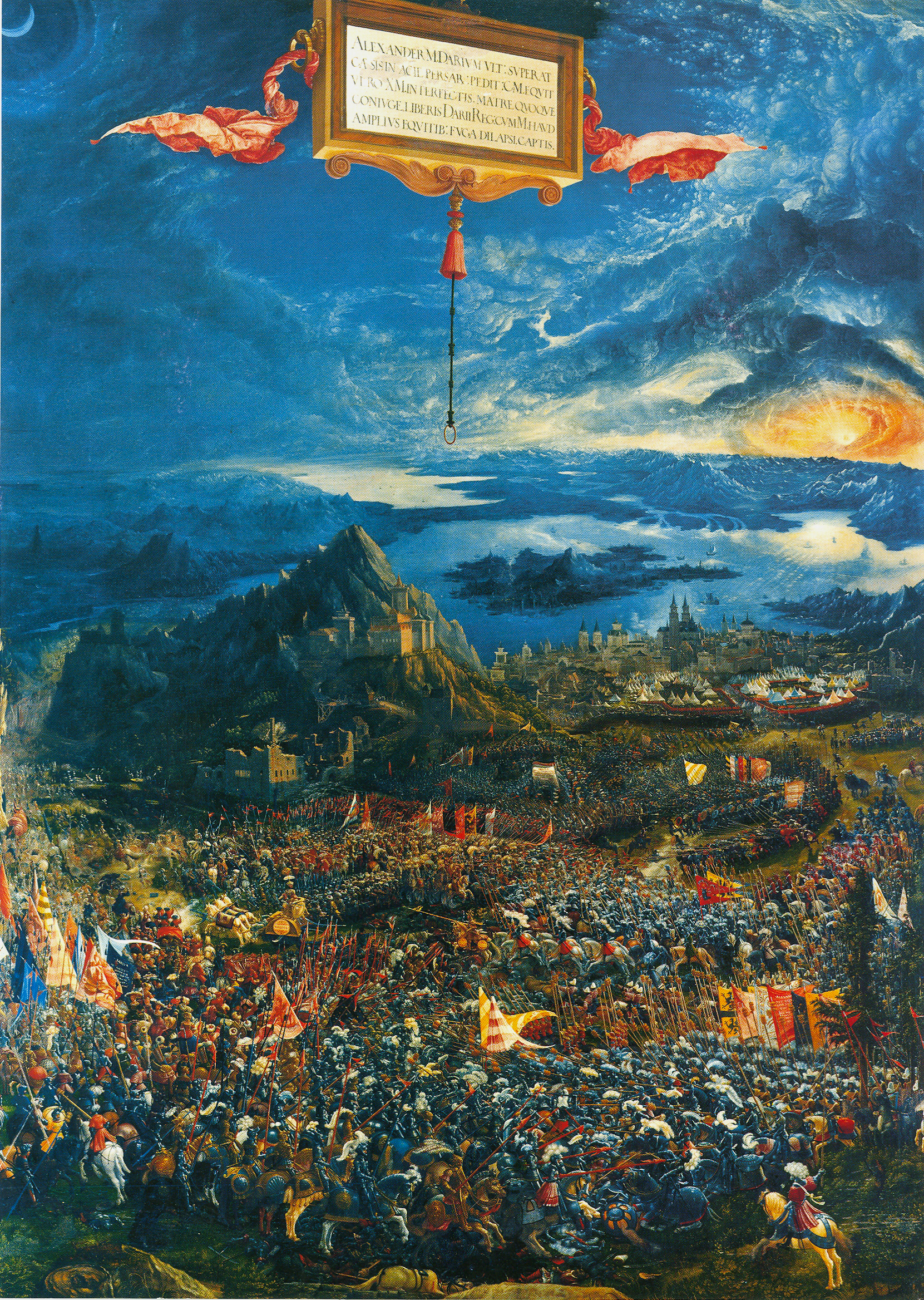
La Bataille d'Alexandre, vers 1528-1529, Alte Pinakothek, Munich.
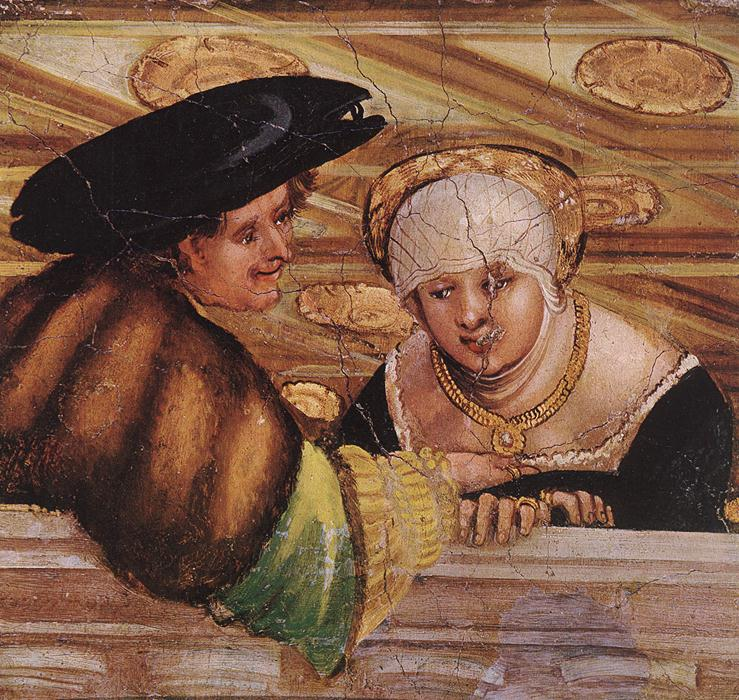
Les Amants, vers 1530, Musée des beaux-arts de Budapest.

### Estampes
Le catalogue de ses estampes a été publié par Bartsch en 1808 et complété par Passavant pour l'édition posthume de 1862. La tâche a été continuée par Hollstein en 1954 puis par Robert A. Koch en 1980. Le travail de Hollstein a été repris par Ursula Mielke, Ger Luijten et Holm Bevers en 1997.

Quelques estampes
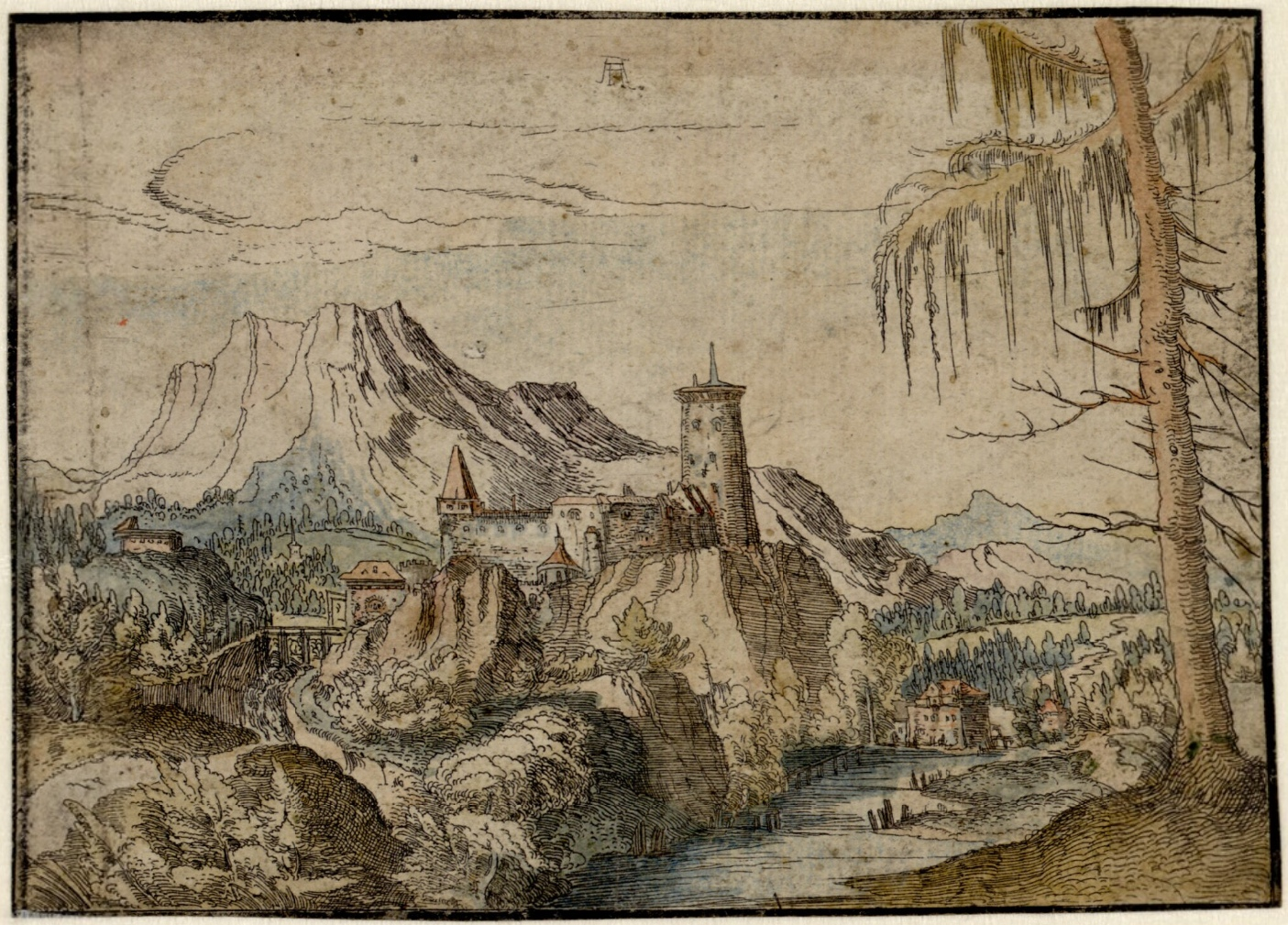
Paysage avec château fort, eau-forte coloriée, Albertina, Vienne, inv. DG1926-1780.
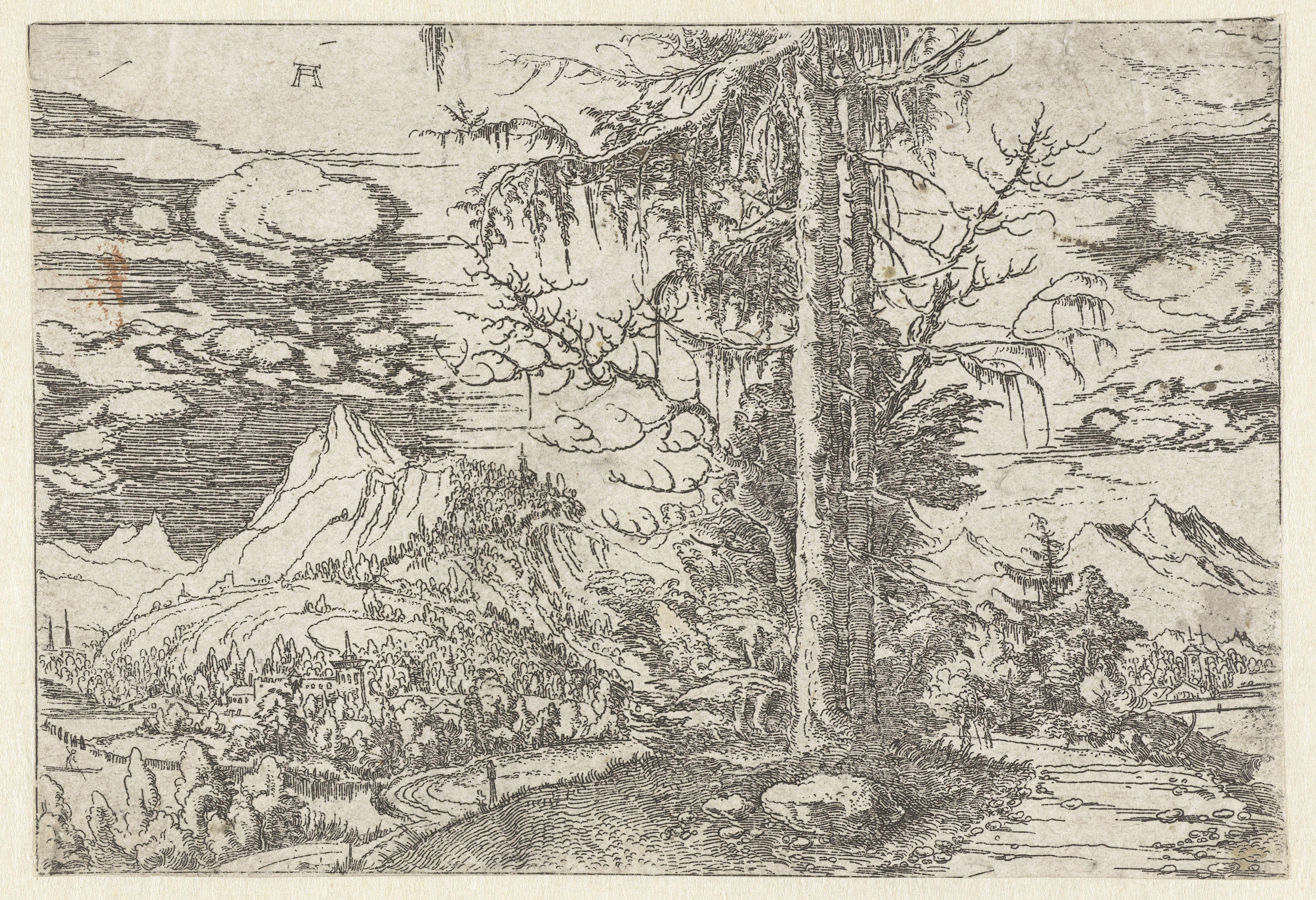
Paysage avec double épicéa, eau-forte, Rijksmuseum, Amsterdam, inv. RP-P-OB-2980.
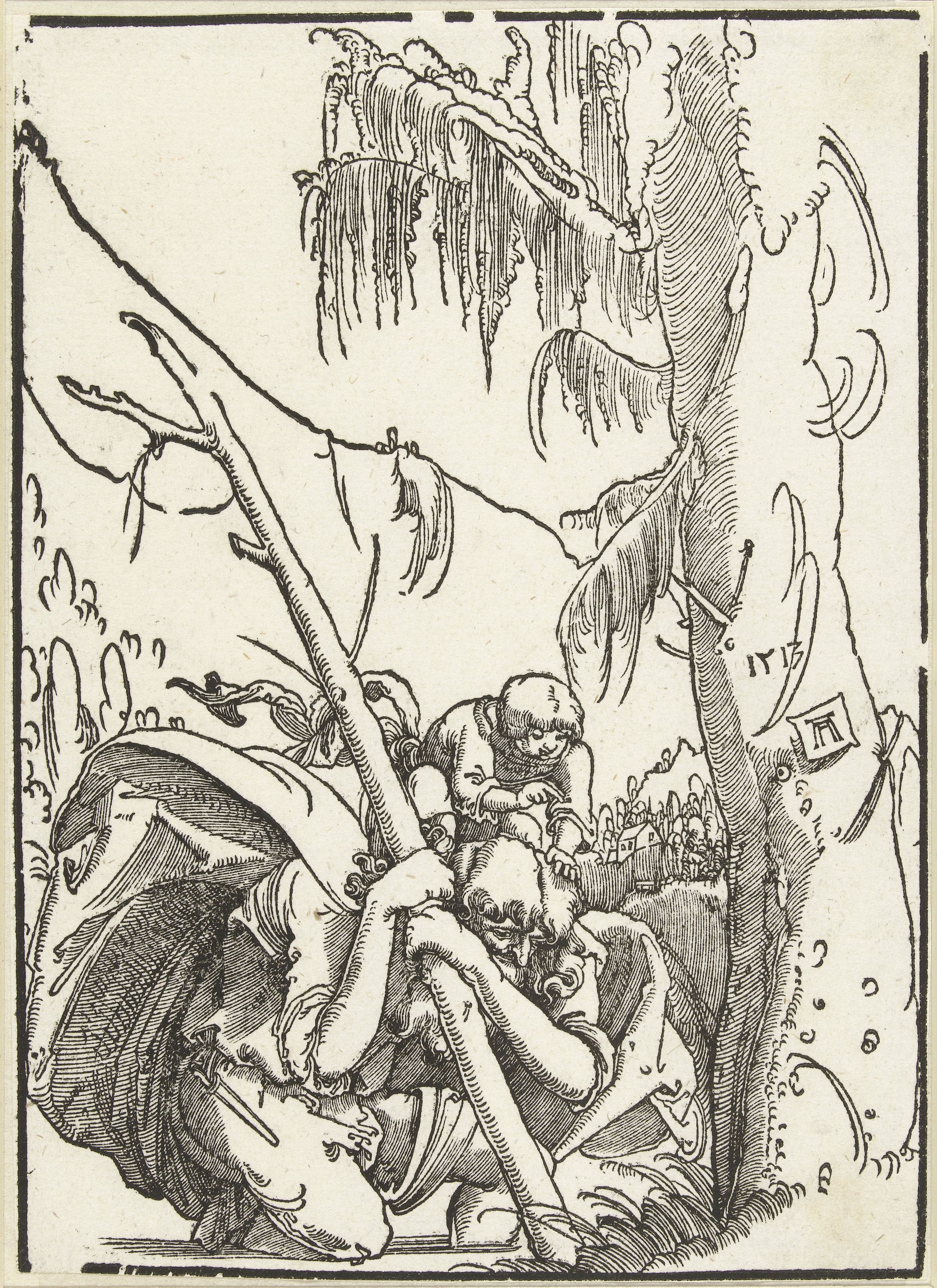
Saint Christophe, xylographie, Rijksmuseum, Amsterdam, inv. RP-P-OB-3052.
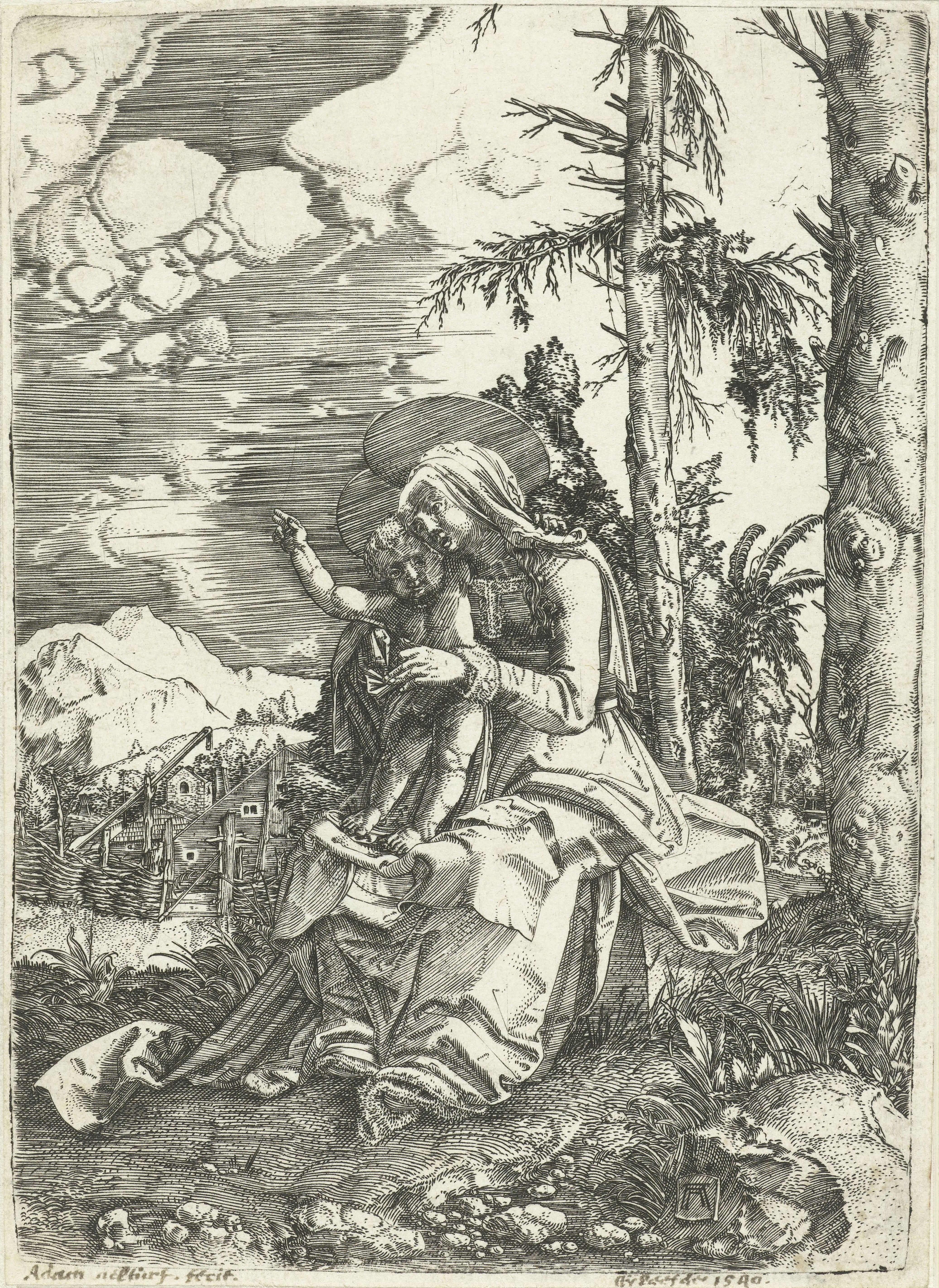
Vierge à l'Enfant, burin, Rijksmuseum, Amsterdam, inv. RP-P-OB-2941.

## Conservation et rétrospectives
Le plus important ensemble d'œuvres d'Altdorfer se trouve à la Alte Pinakothek de Munich, comprenant notamment La Bataille d'Alexandre, le chef-d'œuvre d'Altdorfer. Cependant, le plus grand ensemble d'œuvres sur papier (gravures et dessins) d'Altdorfer se trouve à Vienne à l'Albertina Museum.
Le Musée Wittert à Liège conserve également un ensemble important d’estampes d'Altdorfer. 
Le musée du Louvre, qui ne possède aucune œuvre d'Altdorfer, propose en 2020-2021 l'exposition « Albrecht Altdorfer, maître de la Renaissance allemande » en collaboration avec le cabinet graphique de l'Albertina de Vienne. Elle rassemble quinze peintures autographes, ses dessins et gravures avec des œuvres d'artistes mises en rapport avec ses travaux.

## Hommages
- (8121) Altdorfer, astéroïde

#### Ouvrages et catalogues sur Altdorfer
- Adam von Bartsch, Le Peintre graveur, vol. 8, Vienne, 1808, 41-81 p.
- Johann David Passavant, Le Peintre graveur, t. 3, Leipzig, 1862, 301-306 p.
- (en) Robert A. Koch (ed.), « Early German Masters: Altdorfer, Monogrammists (Danube School) », dans The Illustrated Bartsch, vol. 14 [ancien vol. 8.1], New York, Abaris Books, 1980 (ISBN 0-89835-014-X)
- (en) F. W. H. Hollstein, Ursula Mielke, Ger Luijten et Holm Bevers, Albrecht and Erhard Altdorfer, Rotterdam, Sound & Vision Interactive, coll. « The New Hollstein German engravings, etchings and woodcuts 1400-1700 », 1997 (ISBN 978-9-075-60705-5)
- Pierre Vaisse, « Albrecht Altdorfer », Encyclopædia Universalis (lire en ligne)
- (en) Jon Rowlands, « Altdorfer », Print Quarterly, vol. VII, no 3, 1990
- Hélène Grollemund, Olivia Savatier Sjöholm, Séverine Lepape, Albrecht Altdorfer, Maître de la Renaissance allemande, coéditions musée du Louvre/Liénart  (ISBN 978-2-35906-312-7) (catalogue de l'exposition du musée du Louvre du 1er octobre 2020 au 4 janvier 2021)

#### Ouvrages généraux
- Françoise Monin, « Les Tableaux des maîtres danubiens », Muséart, no 53,‎ septembre 1995, p.52-55
- Jeanne van Waadenoijen, « Biographies », dans Mina Gregori, Le Musée des Offices et le Palais Pitti, Paris, éditions Place des Victoires, 2000 (ISBN 2-84459-006-3), p. 631
- Les Dieux comme les hommes : La Renaissance dans la gravure germanique au début du XVIe siècle, Strasbourg, Musées de Strasbourg, 2003 (ISBN 2-901833-56-X), p. 145-146
- Stefano Zuffi, Il Cinquecento, Electa, Milano, 2005  (ISBN 88-370-3468-7)